# فولکس‌واگن ترانسپورتر (تی۵)
سری خودروهای فولکس‌واگن ترانسپورتر تی۵ پنجمین نسل از خودروهای سبک و تجاری سایز متوسط به منظور استفاده در جابجای مسافر از ساخته‌های شرکت وسایل نقلیه تجاری فولکس‌واگن (VWCV) است که به شکل ون و کاروان موجود می‌باشند. این خودرو در ششم اکتبر سال ۲۰۰۲ رو نمایی شد و از بیست و پنج آوریل سال ۲۰۰۳ وارد فاز تولید انبوه گردید و به این شکل جایگزین سری خودروهای فولکس‌واگن ترانسپورتر (تی۴) شد.
پنج بازار مصرف اصلی این محصول عبارتند از آلمان، بریتانیا، روسیه، فرانسه، ترکیه و سنگاپور. بازار ایالات متحده سری فولکس‌واگن ترانسپورتر تی۵ را با توجه به این دریافت نکرد چونکه این محصول یک خودرو سبک محسوب می‌گردد و به همین علت به صورت خودکار شامل ۲۵٪ عوارض گمرکی اضافهٔ (که به مالیات مرغ مشهور است) واردات به داخل خاک ایالت متحده می‌شد.
هنگامی که فروش ون‌های مسافری در سال ۲۰۰۳ در بدترین شرایط خود قرار داشت شرکت فولکس واگن آمریکایی شمالی آخرین نسخه یورو ون خود را در ایالات متحده آمریکا بفروش رساند.
این محصول در آمریکا، کانادا و مکزیک جایگزین ون ساخته شرکت کرایسلر گردید که فولکس واگن روتن نام داشت.

## سیمای کلی
ترانسپورتر یک خودرو باری تجاری از سری خودروهای تی ۵ است که در بیش از ۱۰۰ شکل مختلف موجود می‌باشد؛ که این انواع مختلف عبارتند از خودروهای با فاصله کم(SWB) یا با فاصله محوریزیاد (LWB) و همچنین ویژگی‌های چون ارتفاع سقف کوتاه، متوسط یا بلند که می‌توان از آن‌ها را در اشکال همچون ون، مینی بوس، تک کابین، دو کابین، وانت و حتی یک شاسی خالی مشاهده کرد.

## انواع شکل بدنه
یک نمای کلی از انواع ترانسپورترهای موجود:
- ون مسقف: ونی که بدون پنجره‌های کناری و صندلی عقب می‌باشد.
- ون مسقف سقف بلند: ونی که ارتفاع سقف آن افزایش یافته‌است؛ که علاوه بر دو نمونه سقف بلند و کوتاه نوع سوم ارتفاع متوسط آن نیز موجود است.
- نیمه ون مسقف:ون همراه به پنجره‌های کناری ولی تا نیمه جلویی بخش بار به همراه یک ردیف صندلی عقب جمع شونده.
- وانت: وانت باری با جای بار مسطح که منطقه بار آن عریض تر می‌باشد.
- وانت سواری (پیکاب): در زبان آلمانی: Doppelkabine یک وانت پیکاب دو کابین با دو ردیف صندلی عقب.
- شاسی خالی:(در هر دو حالت تک کابین و دو کابین)
- کامبی:در زبان آلمانی: Kombinationskraftwagen (وسیله نقلیه ترکیبی) ونی با پنجره‌های کناری و صندلی‌های عقب قابل جمع‌آوری به عنوان مثال هر دو حالت مسافری و باری با یکدیگر ترکیب شده‌است؛ که در حالت سقف بلند نیز موجود است.
- شاتل: مینی بوسی با ۸ تا ۱۱ صندلی
- وسایل نقلیه‌ای چون؛ تاکسی، ماشین پلیس، آتش‌نشانی، و آمبولانس‌ها نیر بتوسط شرکت‌های وسایل نقلیه تجاری فولکس واگن (VWCV) و نیز شرکت وسایل نقلیه خاص سفارشی (SVO) ساخته می‌شوند. تنها این بخش از خودروها در بازارهای اصلی این خودرو عرضه نمی‌گردد.

جدای از انواع ون‌های کارخانه ساز گفته شده؛ بسیار دیگر انواع تغییر شکل داده شده این گونه ون‌ها نیز موجود می‌باشند؛ که بتوسط اداره امور مشتریان وسایل نقلیه تجاری فولکس‌واگن و همچنین شرکت فولکس واگن آمریکایی شمالی ارائه می‌گردند؛ که شامل ون‌های یخچال دار، ون آمبولانس، ون پلیس، ون آتش‌نشان، وانت دارای نردبان و بسیاری دیگر می‌شود.
ظرفیت کامل حمل بار ترانسپورترها مابین ۸۰۰ کیلوگرم(۱٬۷۶۴ پوند) تا ۱٫۴ تن می‌باشد؛ و میزان مساحت فضای بار نیز بین ۵٫۸ متر مربع (۲۰۰ فوت مربع) تا ۹٫۳ مربع متر (۳۳۰ فوت مربع) متغیر است.
در مکزیک همانند اروپا سری تی ۵ را تحت نام ترانسپورتر به بازار عرضه شده کرده‌اند.

## حمل و نقل مسافر
تی ۵ با ۶ تا ۱۱ صندلی تحت اشکال و گوناگون و عناوینی چون شاتل، کامبی، کروال، ون چند منظوره موجود هستند.
- کامبی:این خودرو اولین نمونه از خودروهای حمل و نقل مسافر از سری ترانسپورتر می‌باشد.کامبی دارای یک موتور درون‌سوز از سری موتورهای تی ۵ می‌باشد که در تمامی حالت‌های ارتفاع سقف و فاصله محور یچرخ‌ها عرضه می‌شود. ظرفیت حمل مسافر این خودرو بین چهار تا یازده نفر است.کامبی با امکانات اولیه‌ای چون کفپوش پلاستیکی، بخاری در قسمت راننده و نیز پوشش سقف و تکیه‌گاه دست و محل قرارگیری وسایل روی درب خودرو در قسمت راننده مجهز شده‌است؛ و نیز شامل امکانات اختیاری چون قفل مرکزی، تهویه مطبوع برای قسمت راننده و عقب، کنترل‌های الکترونیکی و گرمکن آینه‌ها، پنجره‌های کشویی، سیستم کنترل الکترونیکی پایداری خودرو (ESP)، کیسه‌های هوای جانبی و کناری (پرده‌ای)، سیستم تثبیت‌کننده سرعت خودرو (کروز کنترل)، پنجره‌های برقی، پنجره سقفی و درب کشویی جانبی برقی می‌شود.
- شاتل:این خودرو نمونه ارتقا یافته بعدیست که تنها در دو حالت با فاصله محوری کوتاه و بلند و تمامی انواع موتورهای موجود اما در ارتفاع سقف استاندارد عرضه می‌شود. شاتل قابلیت حامل ۴ تا ۱۱ نفر دارا می‌باشد. تنها امکانات استاندارد حذف شده از این نمونه عبارتند از بخاری دوم، آفتابگر بخش مسافر و پنجره‌های کشویی در قسمت چپ می‌باشند. تنها امکانات اضافی شاتل نسبت به نمونه کامبی شامل کفپوش و یک بسته امکانات ظاهری که شامل سپرهای رنگی، صندلی عقب تاشو سوم، و چراغ قسمت بار هستند.
- کروال:این نسخه شامل بیشتر امکانات استاندارد نمونه‌های کامبی و شاتل است و علاوه بر این امکاناتی چون سیستم ترمز ضد قفل، سیستم ضد لغزش (ASR) (که بیشتر به نام سیستم کنترل کشش شناخته شده تر است)، صندلی‌های مسافر مجهز به کمربند ایمنی قابل تنظیم، تهویه مطبوع، کنترل برقی و بخاری آینه‌ها و نیز محل قرار دادن باز برا صندلیهای قسمت راننده نیز در این نسخه تدارک دیده شده‌است. امکانات اختیاری چون سیستم بسته شدن خودکار درب عقب و چنجر لوح فشرده نیز موجود می‌باشد. کروال‌ها تنها در دو حالت با فاصله محوری کم و زیاد و با ظرفیت تا ده نفر صندلی عرضه می‌شوند.
- ون چند منظوره:این نسخه برترین خودرو حمل و نقل مسافر در قالب خودروهای تی ۵ است. که دارای شش تا هفت صندلی با قابلیت منحصر بفرد حرکت در امتداد ریل به سمت جلو یا عقب به منظور قرارگیری در هر وضعیت می‌باشد. یک سری وسیعی از تجهیزات جانبی برای این نسخه در دسترس می‌باشد. همانند میزها و یخچالهای که به صورت کشویی مخفی شده یا در صورت نیاز استفاده می‌شوند. ون‌های چند منظوره دارای تمامی امکانت ایمنی همچون ترمز ضد قفل، سیستم ضد لغزش، سیستم حفظ پایداری، و کیسه‌های هوایی جلویی، کناری و پرده‌ای می‌باشد. ون چند منظوره تحت نام کروال در بریتانیا به فروش می‌رسد.

## انواع دیگر
- اسپرت:
- کالیفرنیا:

## موتورها
| موتورهای بنزینی ۲۰۰۳–۲۰۰۹ | موتورهای بنزینی ۲۰۰۳–۲۰۰۹                       | موتورهای بنزینی ۲۰۰۳–۲۰۰۹                     | موتورهای بنزینی ۲۰۰۳–۲۰۰۹    |
| مدل                       | نوع موتور                                       | قدرت                                          | گشتاور                       |
| ------------------------- | ----------------------------------------------- | --------------------------------------------- | ---------------------------- |
| 2.0                       | ۱٬۹۸۴ سانتی‌متر مکعب (۱۲۱ اینچ مکعب) I4 N/A      | ۱۱۶ اسب بخار متری (۸۵ کیلووات؛ ۱۱۴ اسب بخار)  | ۱۷۰ نیوتن متر (۱۲۵ پوند-فوت) |
| 3.2                       | ۳٬۱۸۹ سانتی‌متر مکعب (۱۹۵ اینچ مکعب) VR6 N/A     | ۲۳۵ اسب بخار متری (۱۷۳ کیلووات؛ ۲۳۲ اسب بخار) | ۳۱۵ نیوتن متر (۲۳۲ پوند-فوت) |
| موتورهای دیزل ۲۰۰۳–۲۰۰۹   |                                                 |                                               |                              |
| مدل                       | نوع موتور                                       | قدرت                                          | گشتاور                       |
| 1.9 TDI PD                | ۱٬۸۹۶ سانتی‌متر مکعب (۱۱۶ اینچ مکعب) I4 turbo    | ۸۴ اسب بخار متری (۶۲ کیلووات؛ ۸۳ اسب بخار)    | ۲۰۰ نیوتن متر (۱۴۸ پوند-فوت) |
| 1.9 TDI PD                | ۱٬۸۹۶ سانتی‌متر مکعب (۱۱۶ اینچ مکعب) I4 turbo    | ۱۰۲ اسب بخار متری (۷۵ کیلووات؛ ۱۰۱ اسب بخار)  | ۲۵۰ نیوتن متر (۱۸۴ پوند-فوت) |
| 2.5 TDI PD                | ۲٬۴۶۱ سانتی‌متر مکعب (۱۵۰ اینچ مکعب) I5 turbo    | ۱۳۱ اسب بخار متری (۹۶ کیلووات؛ ۱۲۹ اسب بخار)  | ۳۴۰ نیوتن متر (۲۵۱ پوند-فوت) |
| 2.5 TDI PD                | ۲٬۴۶۱ سانتی‌متر مکعب (۱۵۰ اینچ مکعب) I5 turbo    | ۱۷۴ اسب بخار متری (۱۲۸ کیلووات؛ ۱۷۲ اسب بخار) | ۴۰۰ نیوتن متر (۲۹۵ پوند-فوت) |
| موتورهای بنزینی ۲۰۱۰      |                                                 |                                               |                              |
| مدل                       | نوع موتور                                       | قدرت                                          | گشتاور                       |
| 2.0                       | ۱٬۹۸۴ سانتی‌متر مکعب (۱۲۱ اینچ مکعب) I4 N/A      | ۱۱۶ اسب بخار متری (۸۵ کیلووات؛ ۱۱۴ اسب بخار)  | ۱۷۰ نیوتن متر (۱۲۵ پوند-فوت) |
| 2.0 TSI                   | ۱٬۹۸۴ سانتی‌متر مکعب (۱۲۱ اینچ مکعب) I4 turbo    | ۲۰۴ اسب بخار متری (۱۵۰ کیلووات؛ ۲۰۱ اسب بخار) | ۳۵۰ نیوتن متر (۲۵۸ پوند-فوت) |
| موتورهای دیزل ۲۰۱۰        |                                                 |                                               |                              |
| مدل                       | نوع موتور                                       | قدرت                                          | گشتاور                       |
| 2.0 TDI CR                | ۱٬۹۶۸ سانتی‌متر مکعب (۱۲۰ اینچ مکعب) I4 turbo    | ۸۴ اسب بخار متری (۶۲ کیلووات؛ ۸۳ اسب بخار)    | ۲۲۰ نیوتن متر (۱۶۲ پوند-فوت) |
| 2.0 TDI CR                | ۱٬۹۶۸ سانتی‌متر مکعب (۱۲۰ اینچ مکعب) I4 turbo    | ۱۰۲ اسب بخار متری (۷۵ کیلووات؛ ۱۰۱ اسب بخار)  | ۲۵۰ نیوتن متر (۱۸۴ پوند-فوت) |
| 2.0 TDI CR BlueMotion     | ۱٬۹۶۸ سانتی‌متر مکعب (۱۲۰ اینچ مکعب) I4 turbo    | ۱۱۴ اسب بخار متری (۸۴ کیلووات؛ ۱۱۲ اسب بخار)  | ۲۵۰ نیوتن متر (۱۸۴ پوند-فوت) |
| 2.0 TDI CR                | ۱٬۹۶۸ سانتی‌متر مکعب (۱۲۰ اینچ مکعب) I4 turbo    | ۱۴۰ اسب بخار متری (۱۰۳ کیلووات؛ ۱۳۸ اسب بخار) | ۳۴۰ نیوتن متر (۲۵۱ پوند-فوت) |
| 2.0 BiTDI CR              | ۱٬۹۶۸ سانتی‌متر مکعب (۱۲۰ اینچ مکعب) I4 Bi-turbo | ۱۷۹ اسب بخار متری (۱۳۲ کیلووات؛ ۱۷۷ اسب بخار) | ۴۰۰ نیوتن متر (۲۹۵ پوند-فوت) |

## جوایز دریافتی
- The T5 in 2008 was awarded a 4-star crash safety rating from the European New Car Assessment Programme.[۵]
- In the United Kingdom, the popular commercial vehicle publication What Van? awarded the T5 range the 2003 What Van? Van of the Year award.[۶]
- Fleet Van Awards 2008 – Best Medium Van.[۷]
- Automotive TOTAL Excellium MPG Marathon 2008 – Best in Class.[۸]
- In 2004, the T5 range won the prestigious International Van of the Year which is voted by the top Editors and Journalists from fleet, van and truck publications.[۶]
- In Australia, the T5 has been awarded these awards from the Delivery Magazine publication:
  - Delivery Magazine's Medium Van of the Year for 2005.
  - Delivery Magazine's Medium Van of the Year for 2006.
  - Delivery Magazine's Cab Chassis of the Year for 2006.
  - Delivery Magazine's People Mover of the Year for 2009.[۹]
  - In 2009 Carsales.com.au Peoples Choice Light Commercial Van category was won by the T5 range.[۱۰]
- In its home market of Germany, the T5 Series has won numerous awards by respected publications and votes by the public.[۱۱]
- Lastauto Omnibus Van of the Year 2003[۶]
- transaktuell Van of the Year 2003[۶]
- Auto Motor und Sport – Multivan Best in Class 2005
- Auto Motor und Sport – Multivan Best in Class 2007
- Auto Motor und Sport – Multivan Best in Class 2008
- Auto Zeitung – Auto Trophy for the Multivan in the 'Vans' Class 2006

## نگارخانه

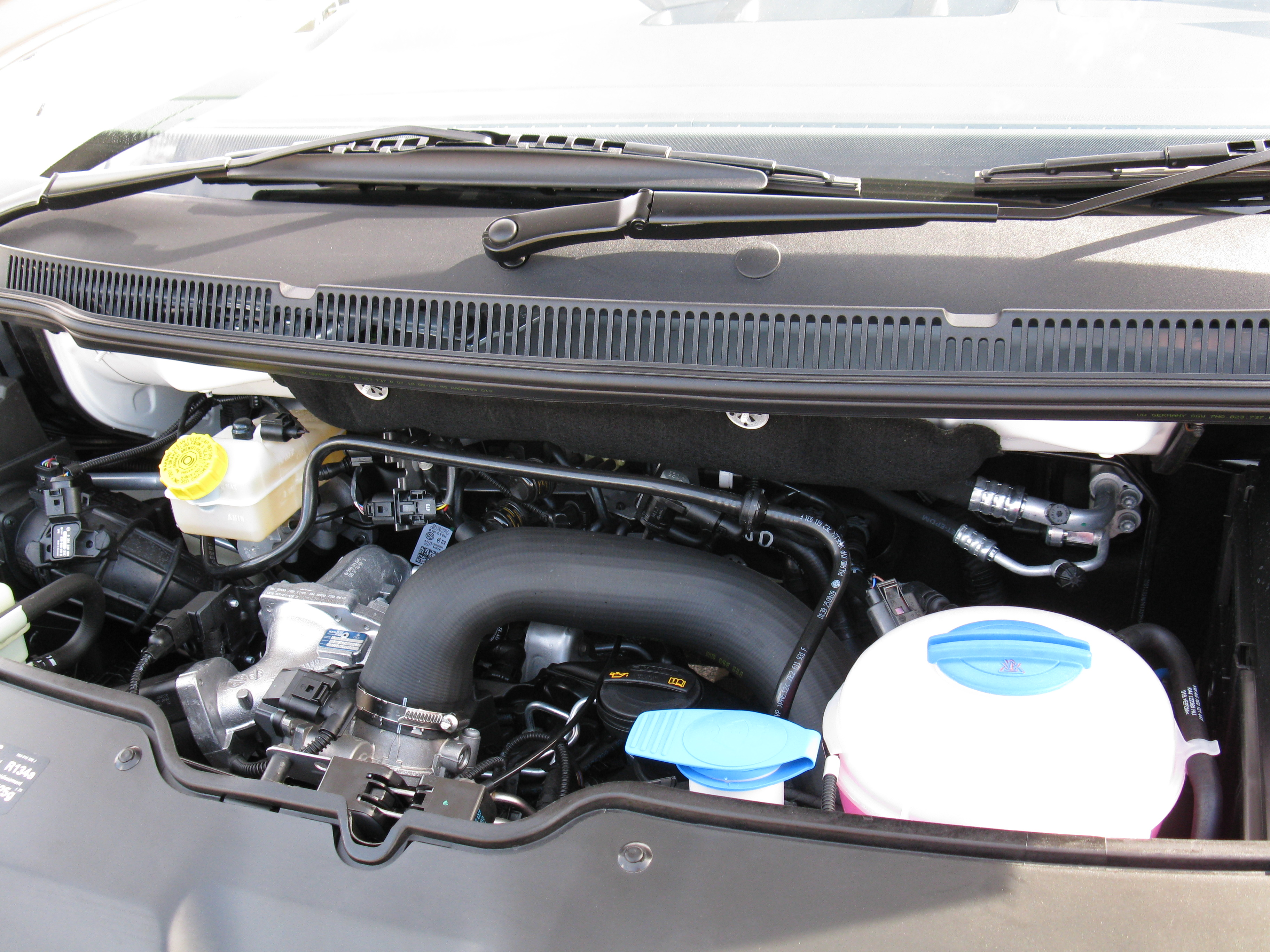
موتور دیزلی توربو شارژ تزریق مستقیم دو لیتری ترانسپورتر
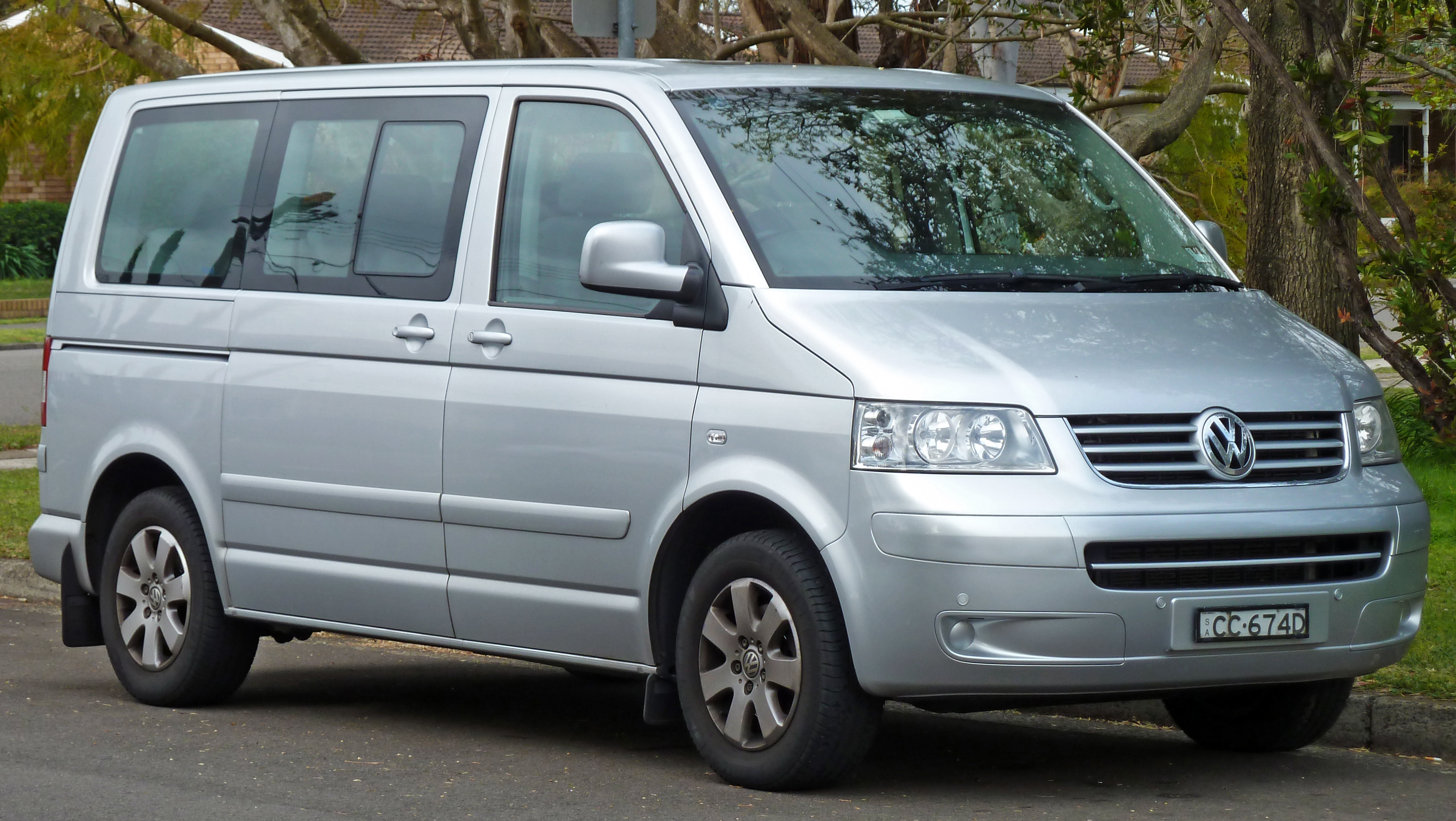
شکل ون چند منظوره تی ۵ از سال ۲۰۰۳ تا ۲۰۱۰
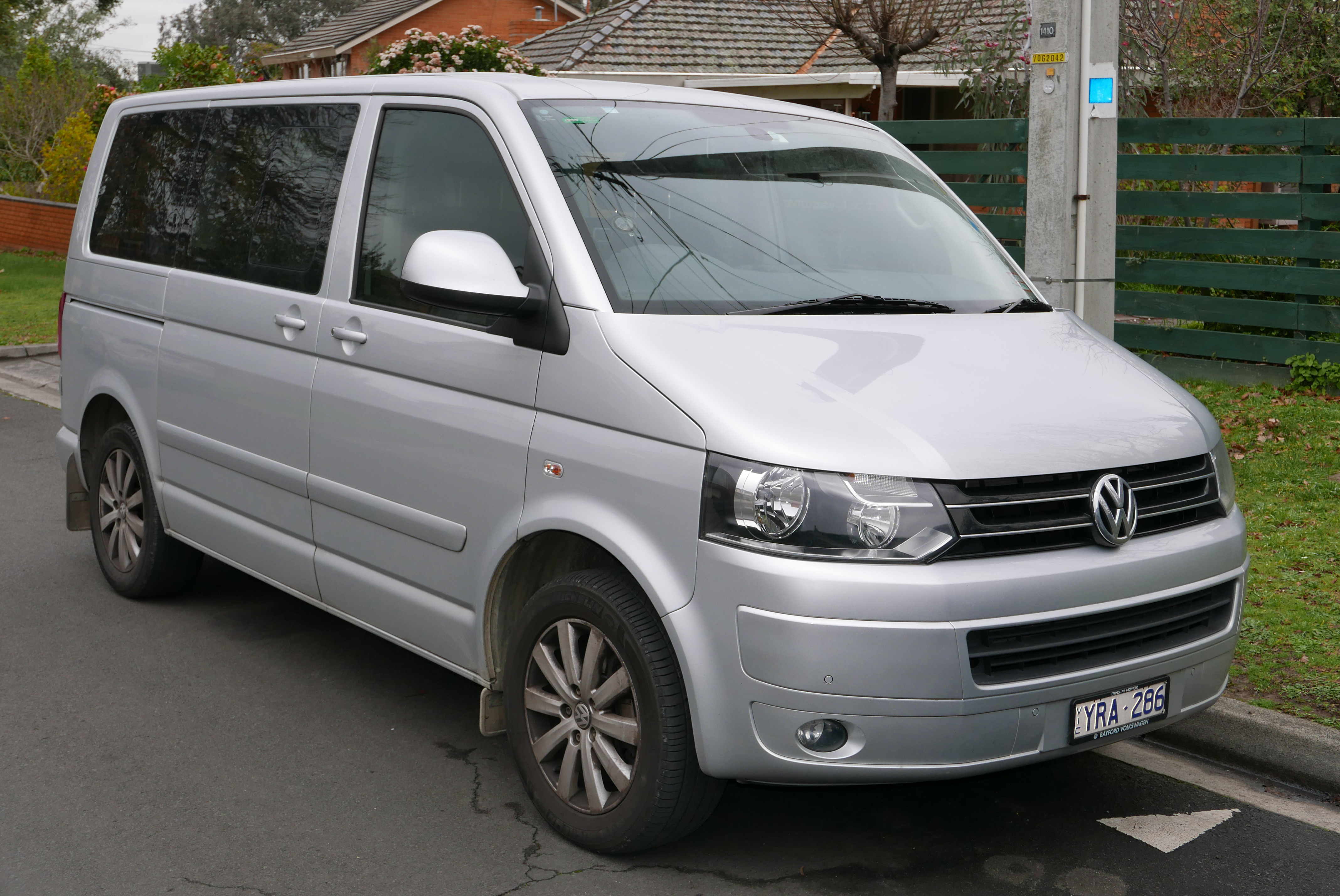
شکل ون چند منظوره تی ۵ از سال ۲۰۱۰ تا ۲۰۱۵
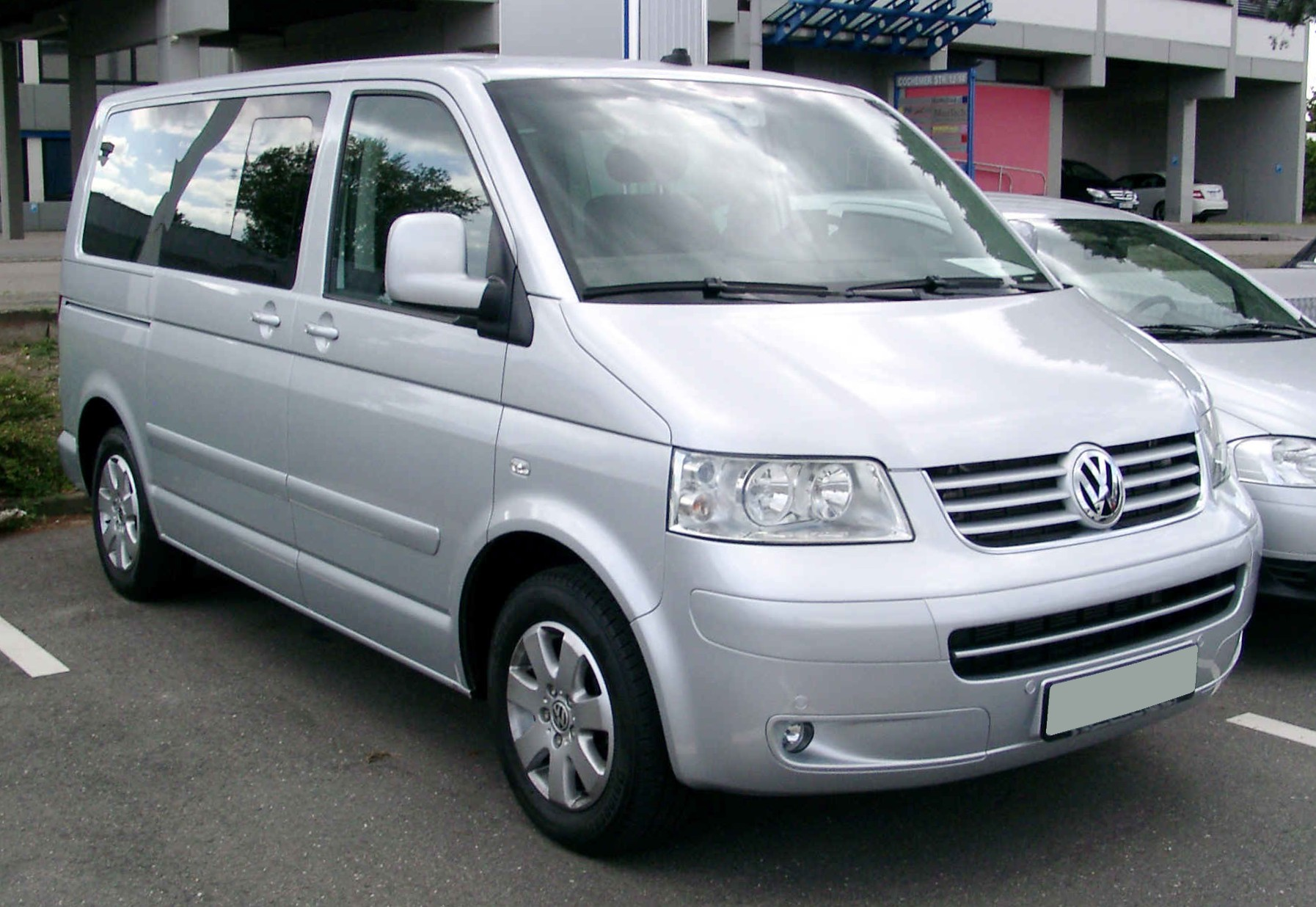
ون چند منظوره فولکس واگن ۲۰۰۲-۲۰۰۹
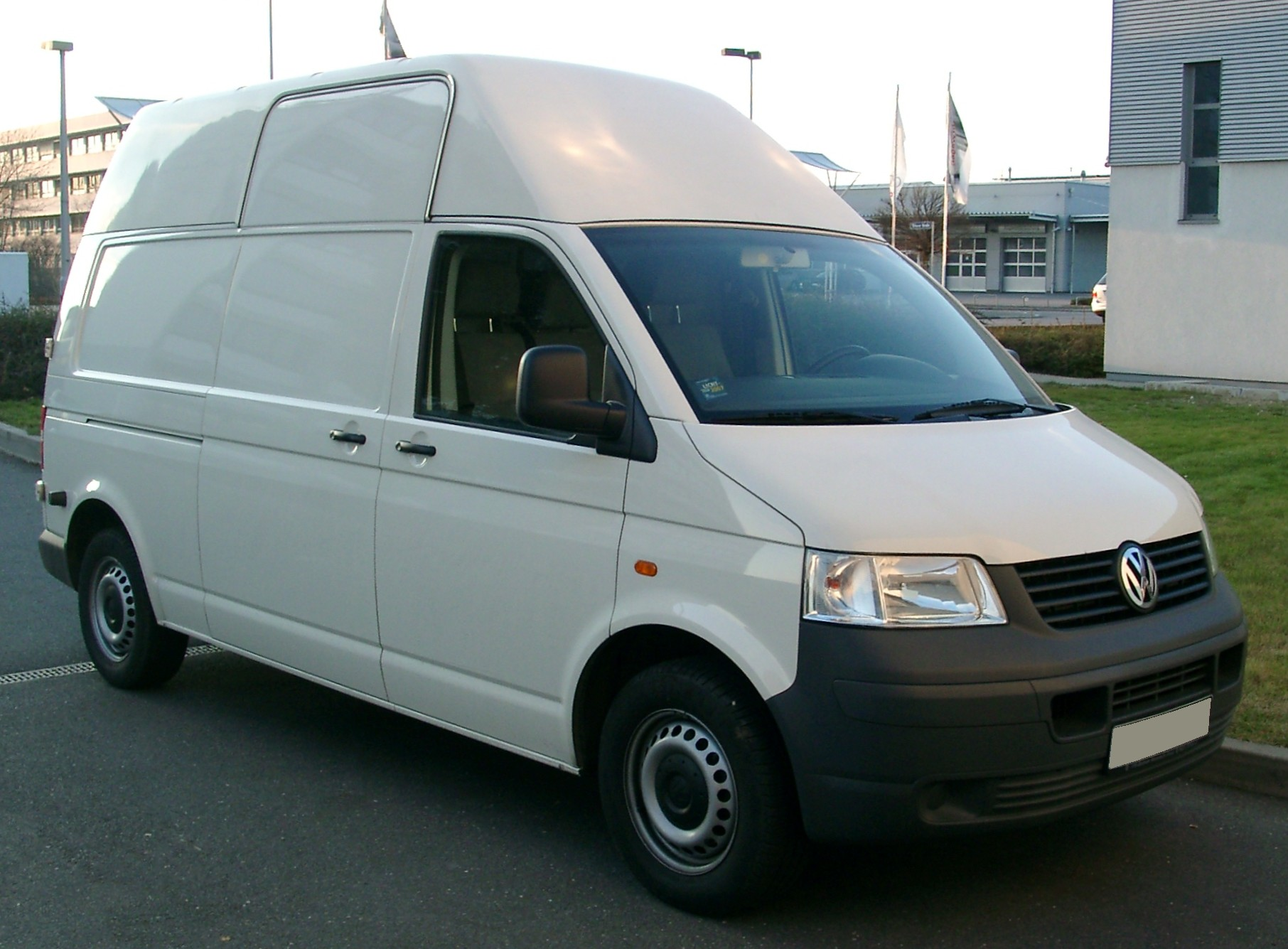
ون سقف بلند تی ۵ سال ۲۰۰۷
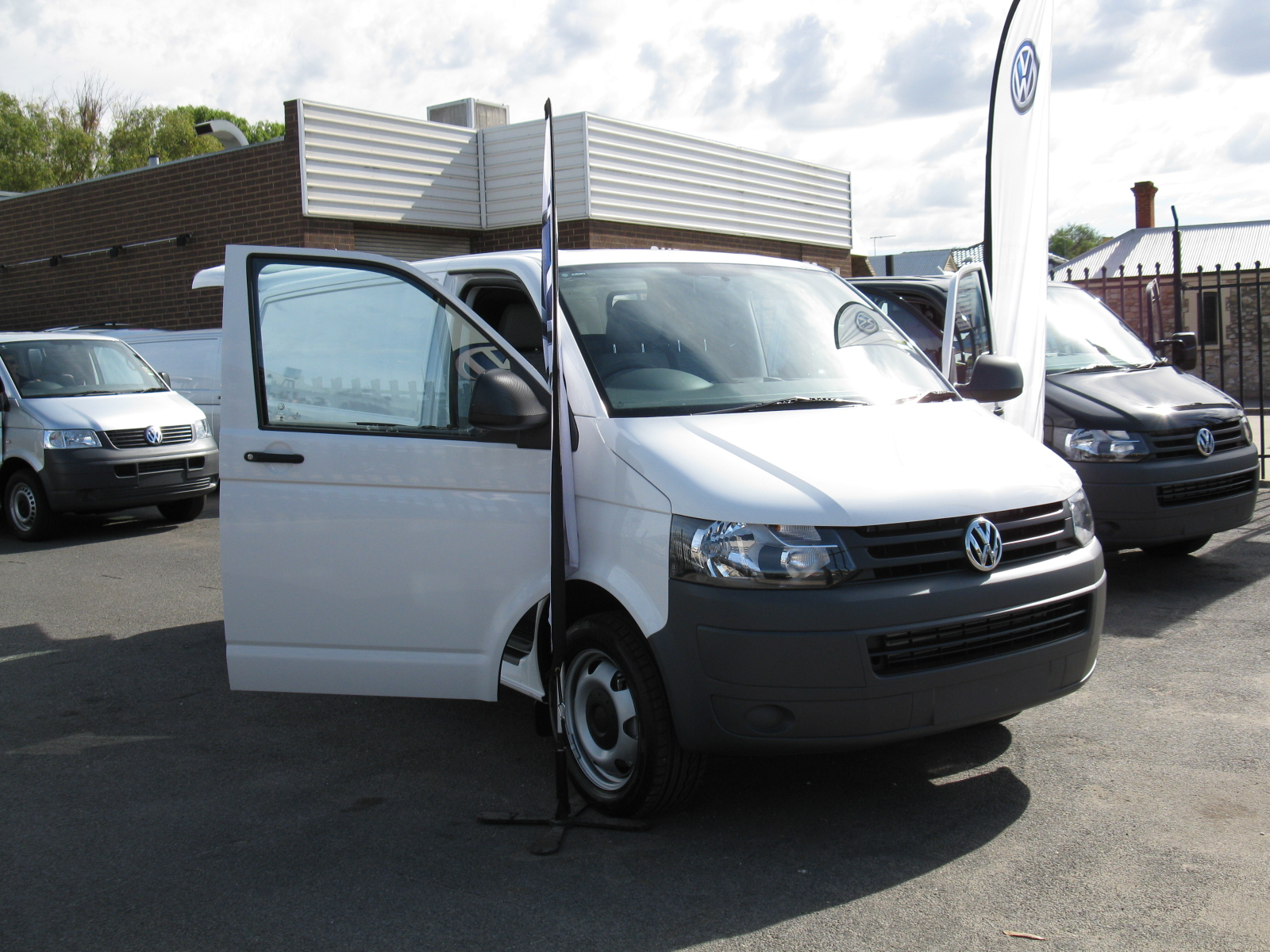
ون مسقف ترانسپورتر سال ۲۰۱۰
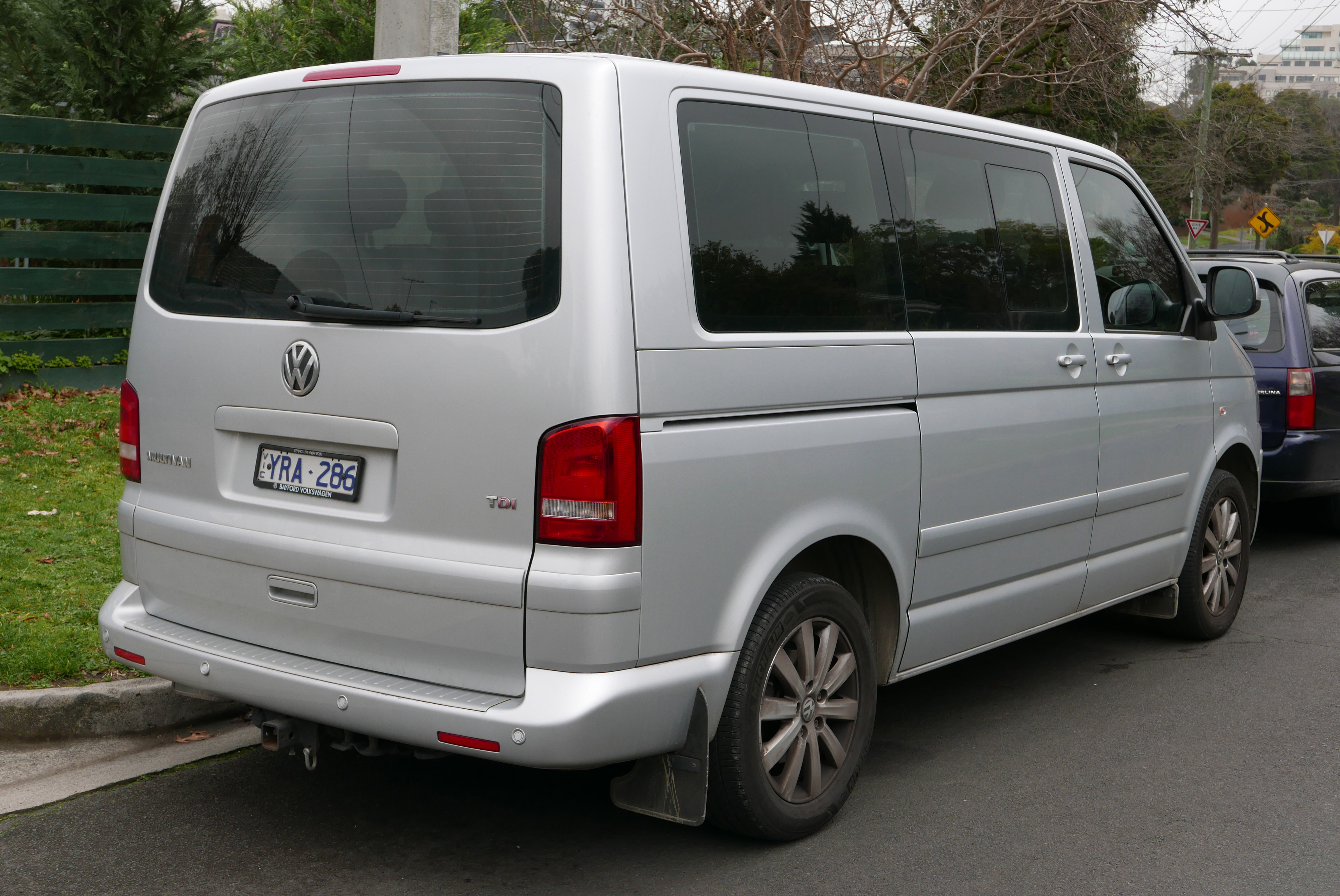
سیمای ظاهری ون چند منظوره فولکس واگن
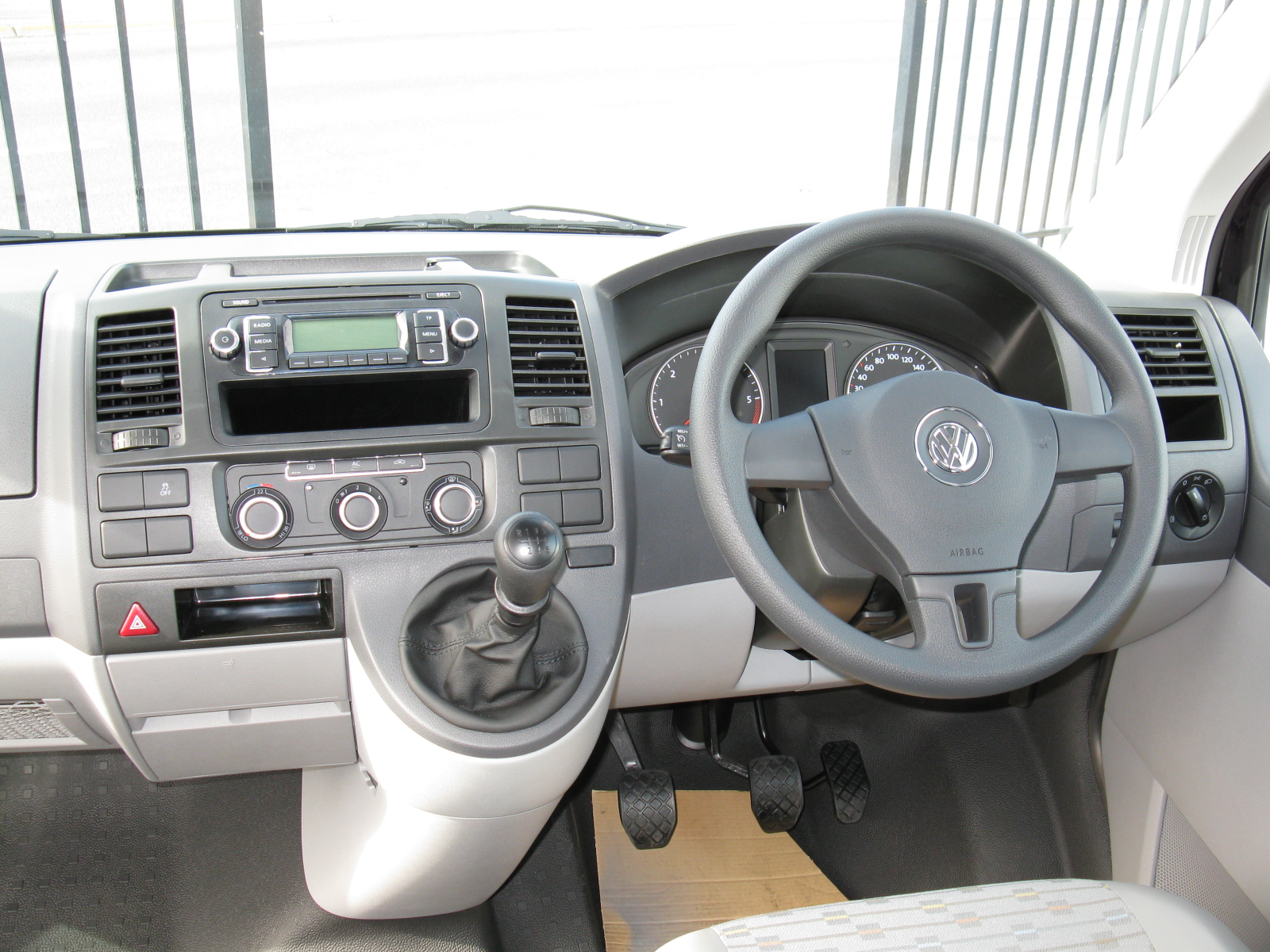
نمای داخلی ون مسقف ترانسپورتر (فرمان راست)